# Círculo unitário

Ilustração de um círculo unitário. A variável t é uma medida de ângulo.

Animação do ato de desenrolar a circunferência de um círculo unitário, um círculo com raio 1. Como C = 2πr, a circunferência de um círculo unitário é 2π.

Na matemática, um círculo unitário é um círculo de raio unitário — isto é, um raio de 1. Frequentemente, especialmente na trigonometria, o círculo unitário é o círculo de raio 1 centrado na origem (0, 0) no sistema de coordenadas cartesianas no plano euclidiano. Em topologia, é frequentemente denotado como S1 porque é uma n-esfera unitária unidimensional.
Se (x, y) é um ponto na circunferência do círculo unitário, então |x| e |y| são os comprimentos dos catetos de um triângulo retângulo cuja hipotenusa tem comprimento 1. Assim, pelo teorema de Pitágoras, x e y satisfazem a equação
{\displaystyle x^{2}+y^{2}=1}
Como x2 = (−x)2 para todo x, e como a reflexão de qualquer ponto no círculo unitário sobre o eixo x ou y também está no círculo unitário, a equação acima vale para todos os pontos (x, y) no círculo unitário, não apenas aqueles no primeiro quadrante.
O interior do círculo unitário é chamado de disco unitário aberto, enquanto o interior do círculo unitário combinado com o próprio círculo unitário é chamado de disco unitário fechado.
Pode-se também usar outras noções de "distância" para definir outros "círculos unitários", como o círculo Riemanniano; veja o artigo sobre normas matemáticas para exemplos adicionais.

## No plano complexo

Animação do círculo unitário com ângulos

No plano complexo, números de magnitude unitária são chamados de números unitários complexos. Este é o conjunto de números complexos z tais que {\displaystyle |z|=1}. Quando dividido em componentes reais e imaginários {\displaystyle z=x+iy}, esta condição é {\displaystyle |z|^{2}=z{\bar {z}}=x^{2}+y^{2}=1}.
O círculo unitário complexo pode ser parametrizado pela medida do ângulo {\displaystyle \theta } do eixo real positivo usando a função exponencial complexa, {\displaystyle z=e^{i\theta }=\cos \theta +i\operatorname {sen} \theta }. (Veja o artigo Fórmula de Euler.)
Sob a operação de multiplicação complexa, os números unitários complexos formam um grupo chamado grupo circular, geralmente denotado {\displaystyle \mathbb {T} }. Na mecânica quântica, um número unitário complexo é chamado de fator de fase.

## Funções trigonométricas no círculo unitário

Todas as funções trigonométricas do ângulo θ (teta) podem ser construídas geometricamente em termos de um círculo unitário centrado em O.

Função seno no círculo unitário (acima) e seu gráfico (abaixo)

As funções trigonométricas cosseno e seno do ângulo θ podem ser definidas no círculo unitário da seguinte forma: Se (x, y) for um ponto no círculo unitário, e se o raio da origem (0, 0) para (x, y) fizer um ângulo θ a partir do eixo x positivo (onde o giro no sentido anti-horário é positivo), então 
{\displaystyle \cos \theta =x\quad {\text{e}}\quad \operatorname {sen} \theta =y}
A equação x2 + y2 = 1 fornece a relação
{\displaystyle \cos ^{2}\theta +\operatorname {sen} ^{2}\theta =1}
O círculo unitário também demonstra que seno e cosseno são funções periódicas, com as identidades
{\displaystyle \cos \theta =\cos(2\pi k+\theta )}
{\displaystyle \operatorname {sen} \theta =\operatorname {sen}(2\pi k+\theta )}
para qualquer inteiro k.
Triângulos construídos no círculo unitário também podem ser usados para ilustrar a periodicidade das funções trigonométricas. Primeiro, construa um raio OP da origem O até um ponto P(x1,y1) no círculo unitário de modo que um ângulo t com 0 < t < ⁠π/2⁠ seja formado com o braço positivo do eixo x. Agora considere um ponto Q(x1,0) e segmentos de reta PQ ⊥ OQ. O resultado é um triângulo retângulo △OPQ com ∠QOP = t. Como PQ tem comprimento y1, OQ comprimento x1 e OP tem comprimento 1 como um raio no círculo unitário, sen(t) = y1 e cos(t) = x1. Tendo estabelecido essas equivalências, pegue outro raio OR da origem até um ponto R(−x1,y1) no círculo de modo que o mesmo ângulo t seja formado com o braço negativo do eixo x. Agora considere um ponto S(−x1,0) e segmentos de reta RS ⊥ OS. O resultado é um triângulo retângulo △ORS com ∠SOR = t. Pode-se ver, portanto, que, como ∠ROQ = π − t, R está em (cos(π − t), sen(π − t)) da mesma forma que P está em (cos(t), sen(t)). A conclusão é que, como (−x1, y1) é o mesmo que (cos(π − t), sen(π − t)) e (x1,y1) é o mesmo que (cos(t),sen(t)), é verdade que sen(t) = sen(π − t) e −cos(t) = cos(π − t). Pode ser inferido de forma similar que tan(π − t) = −tan(t), já que tan(t) = ⁠y1/x1⁠ e tan(π − t) = ⁠y1/−x1⁠. Uma demonstração simples do acima pode ser vista na igualdade sen(⁠π/4⁠) = sen(⁠3π/4⁠) = ⁠1/√2⁠.
Ao trabalhar com triângulos retângulos, seno, cosseno e outras funções trigonométricas só fazem sentido para medidas de ângulo maiores que zero e menores que ⁠⁠π/2⁠. Entretanto, quando definidas com o círculo unitário, essas funções produzem valores significativos para qualquer medida de ângulo de valor real – mesmo aquelas maiores que 2π. Na verdade, todas as seis funções trigonométricas padrão – seno, cosseno, tangente, cotangente, secante e cossecante, bem como funções arcaicas como seno verso (verseno) e secante externa (exsecante) – podem ser definidas geometricamente em termos de um círculo unitário, como mostrado à direita.
Usando o círculo unitário, os valores de qualquer função trigonométrica para muitos ângulos diferentes daqueles rotulados podem ser facilmente calculados manualmente usando as fórmulas de soma e diferença de ângulos.

O círculo unitário, mostrando coordenadas de certos pontos

## Dinâmica complexa

Círculo unitário em dinâmica complexa

O conjunto de Julia de sistema dinâmico que não é linear, discreto, com função de evolução:
{\displaystyle f_{0}(x)=x^{2}}
é um círculo unitário. É um caso mais simples, por isso é amplamente utilizado no estudo de sistemas dinâmicos.

## Nota
1. ↑  Para uma discussão mais aprofundada, veja a distinção técnica entre um círculo e um disco.[2]